# NGC 6956
NGC 6956 (również PGC 65269 lub UGC 11619) – galaktyka spiralna z poprzeczką (SBb), znajdująca się w gwiazdozbiorze Delfina. Odkrył ją William Herschel 19 października 1784 roku.
W galaktyce tej zaobserwowano supernowe SN 2006it i SN 2013fa.